# Pycnogonum aleuticum
Pycnogonum aleuticum är en havsspindelart som beskrevs av Turpaeva, E.P. 1994. Pycnogonum aleuticum ingår i släktet Pycnogonum och familjen Pycnogonidae. Inga underarter finns listade i Catalogue of Life.